# Московские губернские ведомости
Московские губернские ведомости — официальная еженедельная газета (губернские ведомости), издавалась и редактировалась при Московском губернском правлении, выходила с 1840 по 1917 год.
В 1838 году в Российской империи было решено издавать «Губернские ведомости» во всех губерниях и областях. Так, в 1840 году, и появились «Московские губернские ведомости». Они должны были облегчить работу канцелярий, сократить срок ознакомления местных (уездных, сельских, волостных) органов власти с важнейшими решениями центральных и губернских властей.
Появление «Губернских ведомостей», по мнению исследователей, способствовало оживлению культурной жизни в Московской губернии в середине 19-го века. В неофициальном отделе встречались статьи, посвященные истории губернии, описанию исторических памятников и местной статистике и топографии. Поэтому с газетой начали активно сотрудничать учителя и врачи, священники и чиновники, купцы и даже крестьяне. Готовить материал для газеты должны были также губернские статистические комиссии, а позднее – губернские архивные комиссии и комитеты. В подавляющем большинстве случаев редакции не могли выплачивать гонорар сотрудникам неофициальной части – плату получали лишь редактор и наборщик.
Изначально «Губернские ведомости» формально были бесцензурными, но фактически они находились «под наблюдением» высшей губернской администрации и местных цензоров. Редактором неофициальной части обычно назначался один из губернских чиновников.
Тем не менее, несмотря на официальный статус, газета освещала самые актуальные события. Например, ещё в 1841 году «Московские губернские ведомости» писали, что надо устроить хорошее шоссе или даже железную дорогу от столицы до Коломны, причем слова «железная дорога» были выделены особым шрифтом. Вскоре дорога была построена.
В то время редактором официального издания «Прибавлений к Московским Губернским Ведомостям» был известный этнограф-историк и литератор Вадим Васильевич Пассек (1807-1842), автор «Путевых записок Вадима» и издатель «Очерков России». 
На страницах «Московских Губернских Ведомостей» печаталось множество статей по археологии края, географии, статистике, обсуждались  научные темы. 
Пассеку удалось привлечь к сотрудничеству в газете многих московских ученых и журналистов того времени. В губернской газете стали печататься А.Ф. Вельтман, Н.Д Горчаков, М.Н. Макаров, И.Г. Сенявин, И.М. Снегирев, И.Е. Забелин. 
«В заслугу Пассеку, как редактору «Прибавлений», нельзя не поставить умения привлечь сотрудников, –  писал его родственник В.В.Пассек. – Этому, конечно, способствовали его обширные знакомства во второй период московской жизни. Пассек умер 25-го октября 1842 года на 34-м году жизни от скоротечной чахотки, возникшей вследствие простуды. По странной случайности одна из последних работ его – «Историческое описание Симонова монастыря» была оплачена по просьбе автора вместо гонорара отведением места на монастырском кладбище». 
На страницах «Прибавлений к Московским Губернским Ведомостям» печаталась и другие работы Пассека, например, «О состоянии Москвы и Московской губернии в царствование Петра Великого», «Русский простонародный костюм Тверской губ.» и другие. Им был написан ряд чисто научных трудов по изучению курганов и городищ. Кроме того, на основе накопленного материала в «Прибавлениях к Московским Губернским Ведомостям», в 1842 году В.В. Пассеком была издана «Московская справочная книжка», которая явилась первым изданием такого рода. 
«Ходатайствуя об ее издании перед московским генерал-губернатором, И.Г. Сенявин, заверил его, что «польза этой книжки очевидна для столицы и губернии», она удовлетворяет многим потребностям ее жителей, – отмечает историк М.А.Чусова.
Сам Пассек написал о книге М.П. Погодину так: «В ней всякая всячина, и где Кремль и что Кремль и где живет квартальный вашего квартала, и где какие монастыри по губернии … Приятная книжка – и для дороги была бы удобна».
С 1865 года имела подзаголовок «Газета земского и думского дела». На страницах газеты помещались правительственные распоряжения. Одна из двух газет (вторая — «Ведомости московской городской полиции») с обязательной подпиской для всех учреждений.
Газету иногда путают с газетой «Московские ведомости», издававшейся Московским университетом.
По словам Владимира Гиляровского:

... газету в столице не видали. Она выходила раз в неделю, посылалась в провинцию почтой, где её сваливали, не распечатывая бандероли, в архив присутственных мест уездных городов. Оттуда она поступала в конце концов через сторожей в соседние лавочки на оклейку стен или употреблялась на курево. В ней печатались циркуляры, еще ранее разосланные по уездам почтой, и «припечатывались» объявления о пропавших коровах и забеглых лошадях, о потерях документов и разных находках.
— В. Гиляровский. Все о Москве (сборник)
В неофициальном отделе встречались статьи, посвященные истории губернии, описанию памятников исторических и местной статистике и топографии.
В 1866-1872 годах неофициальной частью газеты «Московские губернские ведомости» заведовал Александр Данилович Мейн (Меуп) (1836 - 1899) - публицист, чиновник и общественный деятель. 
Блестящим духовным писателем и публицистом был Святитель Филарет (Дроздов). Он помещал свои проповеди в светской и духовной периодике, печатался в «Московских губернских ведомостях», многих провинциальных изданиях.
Ещё один известный автор «Московских губернских ведомостей» – поэт Николай Федорович Щербина. Некоторое время он был помощником редактора газеты. Романс  А. Гурилёва на стихи Щербины «После битвы» был весьма популярен на  российском флоте. По мотивам этого романса Г.Д. Зубаревым в 1900-е годы была написана песня «Раскинулось море широко», ставшая знаменитой после её исполнения Леонидом Утёсовым.

## Отдельные статьи
В «Московских губернских ведомостях» за 1842 год была напечатана статья М. С. Гастева «Возобновление стены и башен Кремля и Китая».
Также в газете за 1842 год (№ 17) свою первую статью о путешествиях русских царей на богомолье в Троице-Сергиевскую лавру напечатал И. Е. Забелин.
«Нельзя делить Русь на столетья механически, Русь есть живое, образное пространство», – говорил Забелин. В 1856 году он несколько месяцев редактировал неофициальный отдел газеты «Московские губернские ведомости», но оставил эту работу из-за столкновений с цензором. За это недолгое время он создал специальный раздел «Материалы для истории Москвы и её окрестностям», где регулярно осуществлял публикации найденных им архивных материалов.
Впрочем, печатали в газете не только материалы по краеведению. Так, газета, к примеру, в № 20 от 19 мая 1845 года сообщала о торжественной процедуре (церемонии) открытия Павловского Посада, состоявшейся 13 мая 1845 года: «Московский Гражданский Губернатор, Действительный Статский Советник и Камергер Двора Его Императорского Величества и Кавалер Капнист, прибыв в село Вохну (как называли тогда Павловский Посад), в присутствии Советника Палаты Государственных Имуществ Вишневского, Богородских: Земского Исправника Вяземского, Градского Главы Лабзина и Уездного Стряпчего лично объявил изъясненную Высочайшую Волю Государя Императора жителям села Вохны и деревень...».
А 21 марта 1853 года «Московские губернские ведомости» писали о событии, потрясшем Москву: «11 марта в половине 10-го утра с каланчи Тверского частного дома усмотрен был сильный дым, выходящий из здания Большого театра, почему тотчас же отправилась туда пожарная команда Тверской части и был выкинут на каланче сигнал для сбора пожарных команд всех частей города. По прибытии на место найдено, что театр горит внутри и пламя, быстро распространившееся по всем направлениям внутренности театра, вылетает громадной массой в окна и на крышу оного, и, несмотря на все усилия действий пожарных команд, собравшихся на месте пожара, прекратить огонь и даже ослабить силу его не было никакой возможности и вся внутренность здания театра, кроме боковых зал в бельэтаже и комнат в нижнем этаже, в каких помещалась контора, касса и буфет, полностью сгорела».
О самых важных событиях можно было прочитать на страницах «Московских губернских ведомостей». В номере за 19 февраля (3 марта) 1878 года была напечатана следующая передовица: «МИР ПОДПИСАН! «Сегодня, в светлую годовщину Высочайшего милосердия, явленного крестьянству 17 лет назад, в летопись царствования Царя-Освободителя вписана новая светлая страница. Русские и турецкие уполномоченные подписали в Сан-Стефано мир, завершивший славную войну за освобождение христианских народов от турецкого владычества. По условиям трактата, Румыния и Сербия обретают полную независимость, образуется обширное Болгарское княжество, а Россия получает в компенсацию военных затрат 1 миллиард 410 миллионов рублей, причем основная часть этой суммы будет внесена территориальными уступками, в число которых входят Бессарабия и Добруджа, а также Ардаган, Карс, Батум, Баязет…».
А вот что писал корреспондент газеты в октябре 1888 года, когда опасность нависла над царским семейством: «Крушение императорского поезда 17 октября 1888 года. «Станция Борки, 18 октября. Посетил сегодня место катастрофы. Впечатление потрясающее, не поддающееся описанию. Непостижимо, как можно было спастись из под страшной груды обломков, исковерканной массы дерева, железа. Истинное чудо. Высокий промысел Божий спас дорогую жизнь монарха и его Августейшей Семьи»… С вокзала Их Величества проследовали в железнодорожную больницу, клинику университета и городскую больницу навестить раненых 17 октября из числа придворной прислуги… По улицам, которыми следовали Августейшие Путешественники, носилось несмолкаемое «ура» народа, со слезами радости приветствовавших своих Царя и Царицу… В двенадцать часов дня Императорский поезд отошел от станции, сопровождаемый горячими пожеланиями и мощным «ура», при одушевленном пении народного гимна хором студентов и гимназистов…».

## Интересные факты
Существует легенда о том, что в «Московских губернских ведомостях» за 1848 год было размещено следующее сообщение: «Мещанина Никифора Никитина, за крамольные речи о полете на Луну, сослать в киргизское поселение Байконур». Впервые она была опубликована в 1974 году в газете «Днепр вечерний» научным сотрудником Днепропетровского исторического музея В. Пименовым. На самом деле заметки про мещанина Никитина в «Московских губернских ведомостях» не было, а сам Пименов позже признался, что выдумал эту историю.